# 마르차노델라키아나
마르차노델라키아나(이탈리아어: Marciano della Chiana)는 이탈리아 토스카나주 아레초도에 있는 코무네이다. 피렌체에서 남동쪽 70km, 아레초에서 남서쪽 20km 거리에 있다.